# Ёлётенский этрап
Ёлётенский этрап (туркм. Ýolöten etraby) — этрап в Марыйском велаяте Туркменистана. Административный центр — город Ёлётен.

## История
Образован в январе 1926 года как Иолотанский район Мервского округа Туркменской ССР. В августе 1926 года Мервский округ был упразднён, и Иолотанский район перешёл в прямое подчинение Туркменской ССР.
В ноябре 1939 года Иолотанский район отошёл к новообразованной Марыйской области. В январе 1963 года Марыйская область была упразднена, и Иолотанский район снова перешёл в прямое подчинение Туркменской ССР.
В декабре 1970 года район вновь вошёл в состав восстановленной Марыйской области. В 1992 году Иолотанский район был переименован в Ёлётенский этрап и вошёл в состав Марыйского велаята.